# Saiga tatarica
La saiga o antilope delle steppe (Saiga tatarica (Linnaeus, 1766) è un ungulato caratteristico delle steppe eurasiatiche, facilmente riconoscibile per il suo peculiare naso a forma di proboscide. Tradizionalmente, vengono riconosciute due sottospecie: la saiga occidentale, o saiga della Russia (S. t. tatarica), e la saiga orientale, o saiga della Mongolia (S. t. mongolica). Sebbene alcuni tassonomisti considerino queste forme come specie separate, la maggior parte degli studiosi adotta ancora la classificazione in sottospecie.
Dopo aver quasi raggiunto l'estinzione a causa della caccia e del bracconaggio, alimentato anche dalle presunte proprietà terapeutiche delle corna nella medicina tradizionale cinese, le antilopi saiga hanno recentemente mostrato una notevole ripresa demografica. Secondo le stime più aggiornate, la popolazione globale si attesta intorno a 1,9 milioni di individui. Questo incremento ha portato l'Unione Internazionale per la Conservazione della Natura (IUCN) a rivedere lo status della specie nella Lista Rossa, passando da «in pericolo critico» (Critically Endangered) a «quasi minacciata» (Near Threatened).
In Mongolia, la sottospecie locale, S. t. mongolica, ha raggiunto una popolazione di 15540 esemplari, il numero più alto registrato da quando sono iniziati i rilevamenti regolari.
Nonostante questi progressi, le antilopi saiga continuano a fronteggiare minacce come il bracconaggio e le malattie. Pertanto, è fondamentale mantenere e rafforzare gli sforzi di conservazione per garantire la sopravvivenza a lungo termine di questa specie unica.

## Descrizione

### Aspetto
La saiga ha l'aspetto di una piccola pecora dalla corporatura leggera e dalla testa relativamente grande. Il tratto più distintivo è il naso, insolitamente rigonfio, flessibile e pendente, con narici rivolte verso il basso. La struttura delle ossa nasali è complessa, e l'interno di ciascuna narice è ricoperto da un fitto strato di peli e ghiandole mucose. Questo particolare adattamento evolutivo sembra legato all'ambiente in cui vive: durante le estati secche, il naso funziona come un filtro per bloccare la polvere sollevata dagli zoccoli, impedendole di raggiungere le vie respiratorie inferiori; nei freddi inverni, invece, riscalda l'aria inspirata prima che raggiunga i polmoni. Inoltre, questa struttura potrebbe contribuire al suo eccellente olfatto.
Le orecchie della saiga possono raggiungere i 12 cm di lunghezza. Solo i maschi sono dotati di corna, di colore chiaro e leggermente traslucide, con le estremità nere. Le corna, lunghe dai 20 ai 55 cm, hanno una caratteristica forma a lira, leggermente piegata all'indietro, e sono ricoperte da 12-20 anelli più spessi.
L'andatura all'ambio permette alla saiga di spostarsi agilmente su terreni relativamente pianeggianti, consentendole di correre rapidamente e a lungo. Tuttavia, questo tipo di locomozione si rivela inefficace per saltare o arrampicarsi, limitando i suoi movimenti in ambienti accidentati.
La saiga della Mongolia si distingue per il corpo più piccolo, le corna più corte, un naso meno pronunciato e altre differenze minori nella forma del cranio e nel colore del manto.

### Manto
La saiga è ricoperta da un vello fitto e lanoso, composto da peli esterni più lunghi e un sottopelo più corto e morbido. Il manto varia significativamente tra le stagioni: in inverno è più spesso e misura 4-7 cm, circa il doppio rispetto al manto estivo, che si riduce a 1,8-3 cm. Durante la stagione fredda, la specie sviluppa anche una sorta di criniera sul collo.
Il colore del manto cambia con le stagioni: in estate va dal giallognolo al bruno-rossastro, con i fianchi più chiari e la parte inferiore biancastra. In inverno, il manto diventa grigio-biancastro sulla parte superiore e bianco sul ventre. Esemplari albini sono stati occasionalmente osservati, mentre gli individui completamente neri sono estremamente rari.

### Dimensioni
La saiga ha una lunghezza testa-corpo media di circa 120 cm, con una variazione tra 100 e 140 cm. L'altezza al garrese è di circa 70 cm, e il peso medio si aggira intorno ai 50 kg. I maschi sono leggermente più grandi, con un'altezza al garrese compresa tra 69 e 79 cm e un peso che varia da 32,5 a 52 kg. Le femmine, invece, sono più piccole, raggiungendo un'altezza al garrese di 57-73 cm e un peso corporeo di 21,4-40,9 kg.
La coda è corta, misurando appena 6-12 cm, e non presenta alcun ciuffo all'estremità. Gli zoccoli anteriori hanno una lunghezza compresa tra 55 e 68 mm e una larghezza di 42-54 mm, mentre quelli posteriori sono circa il 10% più piccoli.

## Biologia

### Ecologia e alimentazione

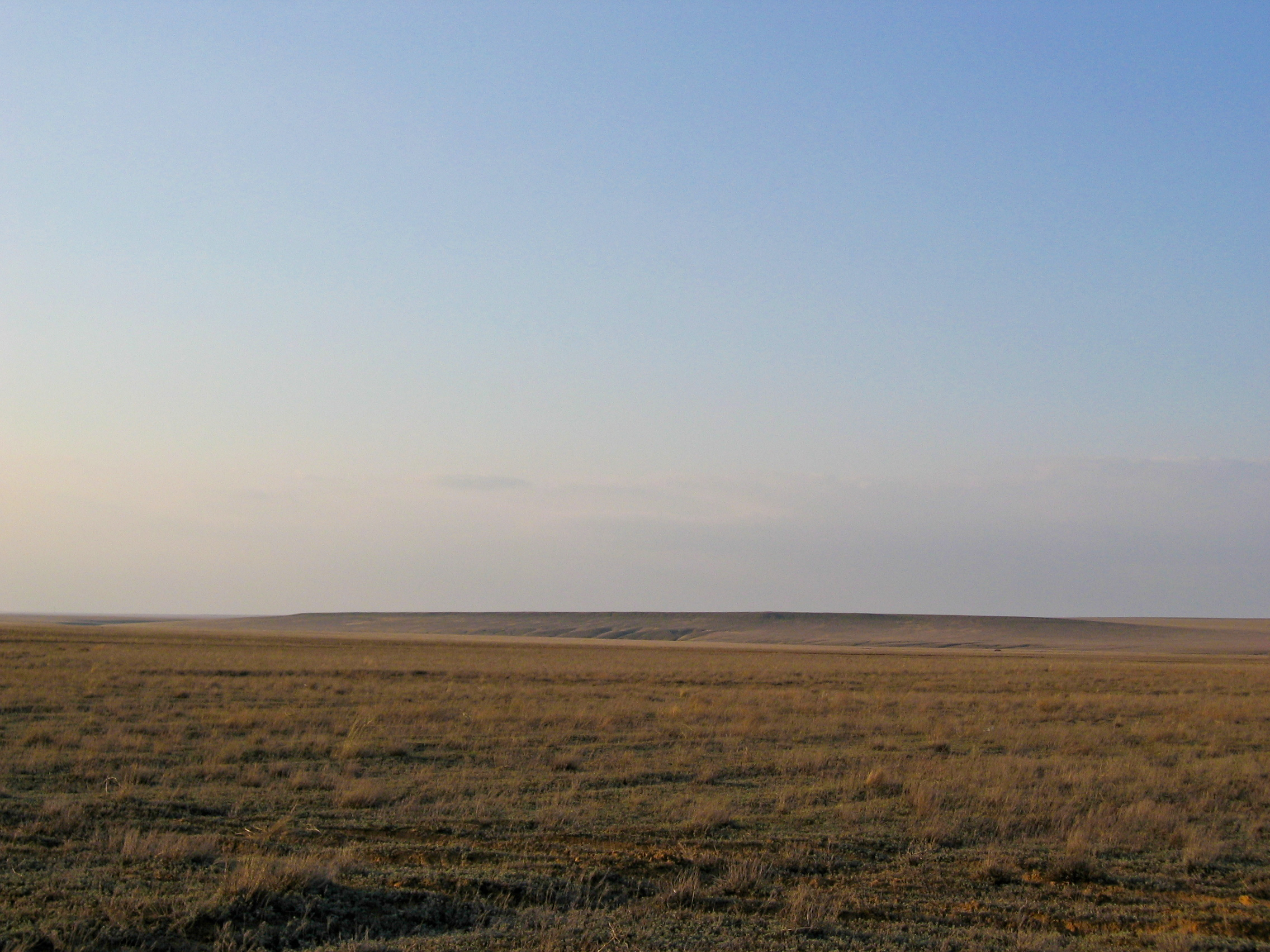
Le distese pianeggianti della steppa, come queste del Kazakistan occidentale, sono l'habitat tipico della saiga.

Le saighe abitano steppe aperte e semidesertiche, evitando terreni scoscesi, rocciosi o ricoperti da fitta vegetazione. In estate, possono spingersi anche nelle steppe alberate. L'altitudine non sembra influire significativamente sulla scelta dell'habitat, dato che queste antilopi si trovano dal livello del mare fino a 1600 metri. Tuttavia, la profondità critica dello strato nevoso che riescono a tollerare è di 25-30 cm.
La dieta delle saighe è composta principalmente da graminacee, tra cui Agropyron, Bromus, Festuca, Stipa e Koeleria. Si nutrono anche di altre piante erbacee, licheni e arbusti. In primavera, la vegetazione fresca soddisfa interamente il loro fabbisogno idrico, eliminando la necessità di cercare fonti d'acqua, che in quel periodo sono comunque abbondanti nella steppa. Durante l'estate, quando il contenuto d'acqua nelle piante diminuisce, prediligono specie succulente e adattano i loro spostamenti alla crescita di queste piante.
In estati particolarmente secche, quando anche le piante succulente appassiscono, le saighe si raccolgono intorno agli abbeveratoi, spostandosi in lungo e in largo alla ricerca di acqua. Se le fonti non sono troppo lontane, bevono una o due volte al giorno nei periodi di siccità, ma possono sopravvivere per diversi giorni senza bere. Sono persino in grado di consumare acqua salata.
Le saighe sono ottime nuotatrici e sono in grado di attraversare corsi d'acqua di grandi dimensioni, come il Volga.

### Comportamento sociale, migrazione e riproduzione
Le saighe sono animali diurni per gran parte dell'anno, ma in estate preferiscono essere attive nelle ore mattutine e serali, riposando durante la metà della giornata. Non sono territoriali e possono spostarsi per decine di chilometri al giorno. Durante le migrazioni stagionali, che avvengono tra le aree di pascolo estive e i quartieri invernali, possono percorrere tra 80 e 120 chilometri al giorno. Durante questi spostamenti, si muovono in lunghe file, mentre quando pascolano si distribuiscono su un ampio fronte. Le migrazioni più lunghe si verificano durante gli inverni particolarmente rigidi, che talvolta causano morìe di massa. Tuttavia, in condizioni naturali, le popolazioni riescono a riprendersi rapidamente. Questi movimenti migratori non sono uniformi in tutte le aree di distribuzione. In Mongolia, ad esempio, non si osservano migrazioni stagionali, ma solo spostamenti legati alla disponibilità di risorse.

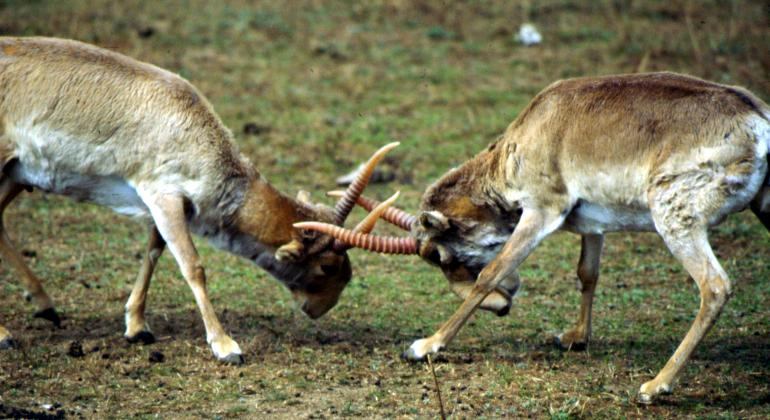
Combattimento tra maschi.

Le saighe sono animali altamente gregari. In estate vivono in branchi di 30-40 individui, ma in primavera e autunno possono formare mandrie migratorie di migliaia di esemplari. Durante la stagione degli amori, che si svolge tra dicembre e gennaio, i maschi cercano di radunare harem composti da 5 a 10 femmine ciascuno, ma in casi eccezionali possono arrivare fino a 50. La dimensione degli harem dipende dalla forza e dal vigore dimostrati dai maschi nei combattimenti e dal rapporto tra i sessi nella popolazione.
All'inizio del XXI secolo, la forte richiesta di corna di saiga ha causato un drammatico calo del numero di maschi, portando a uno squilibrio sociale. Nei primi anni 2000, i pochi maschi rimasti si trovarono circondati da innumerevoli femmine, il che portò a un comportamento anomalo: le femmine iniziarono a scacciare le congeneri più deboli dagli harem, riducendo significativamente le possibilità di accoppiamento e contribuendo al crollo delle popolazioni. Normalmente, invece, le femmine si comportano pacificamente tra loro.
I maschi, al contrario, diventano estremamente aggressivi durante la stagione degli amori. Spesso si ricoprono di secrezioni ghiandolari, saliva schiumosa e talvolta del sangue delle loro ferite. In questo periodo, possono persino attaccare gli esseri umani. Una volta formato l'harem, i maschi dedicano tutte le loro energie agli accoppiamenti e alla difesa del gruppo, arrivando a trascurare l'alimentazione. Questa intensa attività lì indebolisce, rendendoli vulnerabili ai predatori, come i lupi, e ai rigori dell'inverno.

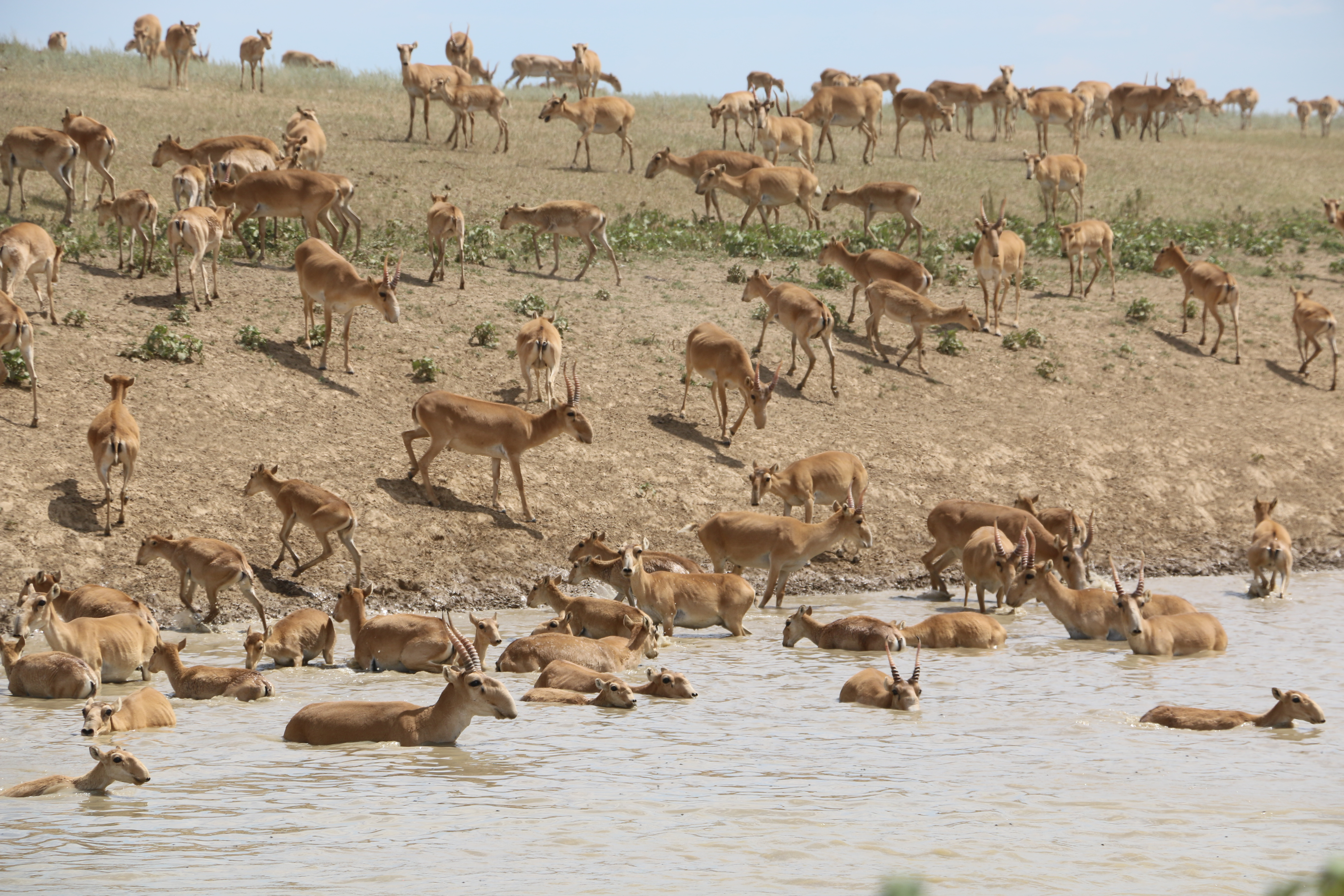
Un branco nel Kazakistan occidentale.

All'inizio della primavera, i maschi si riuniscono a ovest del Mar Caspio in branchi che variano da 10 a 2000 esemplari e si dirigono verso nord. Qui le femmine formano grandi gruppi per partorire. I piccoli, che pesano circa 3,5 kg, nascono tra aprile e maggio. Circa due terzi delle femmine danno alla luce gemelli, mentre il resto partorisce un unico piccolo. Dopo pochi giorni, i neonati iniziano già a mangiare erba, ma continuano ad essere allattati per almeno quattro mesi.
Una volta che i piccoli sono abbastanza forti per camminare, le femmine si uniscono ai maschi e si spostano verso nord in grandi mandrie, che possono contare centinaia o migliaia di individui. La mandria più grande mai osservata, nel 1957, comprendeva circa 200.000 esemplari. Durante l'estate, queste grandi mandrie si dividono in gruppi più piccoli.
Le femmine di saiga raggiungono la maturità sessuale entro un anno di vita, mentre i maschi maturano leggermente più tardi. In natura, le femmine possono vivere fino a 12 anni, ma i maschi raramente raggiungono tale età, morendo spesso prematuramente a causa delle lotte o dello sfinimento.

### Nemici naturali
Oltre all'uomo, il principale predatore naturale delle saighe è il lupo. Poiché l'habitat delle saighe offre pochi nascondigli, la loro principale difesa consiste nella fuga. Grazie alla capacità di raggiungere velocità fino a 80 km/h, è molto difficile per i lupi catturare esemplari sani. Tuttavia, i lupi riescono spesso a predare maschi indeboliti, femmine gravide e giovani esemplari. Inoltre, uno spesso manto nevoso può ostacolare i movimenti delle saighe, aumentando le possibilità di successo dei predatori.
Le saighe appena nate sono vulnerabili anche ad altri predatori, come aquile, corvi e volpi rosse.
Tra le malattie che colpiscono la saiga, la più comune è l'afta epizootica, che in alcuni casi può causare stragi significative. Inoltre, questa specie è soggetta a numerosi altri parassiti e patogeni, che possono compromettere la salute delle popolazioni.

## Distribuzione e popolazione

### Distribuzione originaria

Areale storico (in bianco) e attuale delle sottospecie S. t. tatarica (in verde) e S. t. mongolica (in rosso).

La saiga è una specie relitta dell'ultima era glaciale. Durante il Pleistocene era diffusa nelle fredde steppe di Europa e Asia, e si spinse persino in Nord America attraversando il ponte terrestre dello stretto di Bering, colonizzando l'Alaska e il Canada nord-occidentale. Nel 1976, ossa appartenenti a questa specie furono rinvenute nelle grotte di Bluefish, nello Yukon settentrionale, in un deposito risalente a circa 13.000 anni fa. In Europa occidentale, durante i periodi più freddi, la saiga si spinse fino alle isole britanniche.
Con la fine dell'era glaciale, il suo areale si ridusse significativamente a causa dell'espansione delle foreste, scomparendo dall'Europa centrale già in epoca preistorica. In epoca storica, però, la saiga era ancora presente dalle pianure ai confini dei Carpazi fino ai monti Altaj, alla Zungaria e alla Mongolia occidentale. Popolava gran parte delle steppe europee e asiatiche, oltre alla cintura di steppa alberata che le cingeva a nord, penetrandovi però solo in estate e non regolarmente. Le regioni collinari e montuose rimanevano escluse dal suo habitat.

### Areale fino al XVIII secolo
Ancora agli inizi del XVIII secolo, nella parte occidentale dell'areale, le saighe erano presenti ai piedi dei Carpazi, lungo il corso inferiore del fiume Prut, a circa 25 gradi di longitudine. All'estremità nord-occidentale dell'area di distribuzione, la specie raggiungeva il 50º parallelo nord. All'epoca, il limite settentrionale dell'areale europeo correva appena a sud di Kiev attraverso Kursk e Samara fino a Ufa. A nord di Ufa, in certe annate questi animali si spingevano addirittura fino a 55 gradi di latitudine nord. A sud, le saighe erano ancora diffuse fino al mar Nero e al mar d'Azov, ma erano già assenti in Crimea, dove la specie sopravvisse solo fino al XIII secolo. Nella regione del Caucaso l'areale si spingeva fino al fiume Kuban' ad ovest e ad est raggiungeva persino i piedi di questa catena montuosa in corrispondenza del corso inferiore del Terek. Tuttavia, non sappiamo con esattezza fin dove si estendesse l'areale della specie lungo le rive del Caspio, ma è probabile che si spingesse a sud fino a Derbent. Più a sud ancora, la presenza della saiga è stata confermata solo dal ritrovamento di reperti fossili risalenti all'età preistorica. In questo momento della storia, l'areale asiatico della specie non aveva ancora subito alcuna variazione.

### Areale dopo il XVIII secolo
Nel corso del XVIII secolo la saiga scomparve gradualmente dalle aree settentrionali e occidentali del suo areale europeo, sempre più abitate da un numero crescente di esseri umani. Ad est dei fiumi Volga e Ural, tuttavia, l'estensione dell'areale rimase invariata per tutto il secolo. In quel periodo le saighe si incontravano ancora sul fiume Samara e fino a Orenburg. Più ad est si spingevano a nord fino a Išim, alla steppa di Barabinsk (come ospiti estivi) e all'Ob'. Ancora più ad est, il confine settentrionale dell'areale correva lungo i piedi degli Altaj e attraversava la pianura dello Zajsan fino alla Zungaria e alla Mongolia occidentale. Il limite meridionale si estendeva dal corso inferiore dell'Amu Darya e da quello medio del Syr Darya a circa 44 gradi nord lungo i monti Karatau e la valle del fiume Ili fino alla Cina. Erano assenti dall'Alatau Zungarico e dai monti Tarbagatai.
Nel XIX secolo, l'areale europeo continuò a ridursi e fino alla metà del secolo solo di tanto in tanto singoli esemplari potevano essere avvistati ad ovest del Don e a nord di Volgograd; il suo confine meridionale, tuttavia, rimase pressoché invariato. All'inizio del XX secolo, le popolazioni continuarono a diminuire drasticamente, principalmente a causa dell'elevata pressione venatoria, e negli anni '20 e '30 rimanevano soltanto poche popolazioni residue isolate. Si stima che all'epoca la popolazione complessiva fosse inferiore ai mille capi. Dopo essersi spinta sull'orlo dell'estinzione, la saiga venne posta sotto completa protezione dall'Unione Sovietica nel 1923. Da allora, la popolazione si riprese a tal punto che a metà degli anni '50 in quella che allora era l'URSS vivevano nuovamente due milioni di saighe, che riuscirono ad espandere il loro areale ad ovest fino ai piedi del Caucaso e a nord fino a Volgograd e Orsk. Venne persino consentita di nuovo la caccia, seppur regolamentata.

### Situazione recente e conservazione
| Popolazione | 2003       | 2010          |
| ----------- | ---------- | ------------- |
| Calmucchia  |            | 10.000-20.000 |
| Ural        | <10.000    | 27.000        |
| Ustjurt     | >10.000    | 5000          |
| Betpak-Dala | 2000-3000  | 53.000        |
| Mongolia    | 750        | ca. 8000      |
| Totale      | ca. 20.000 | ca. 100.000   |

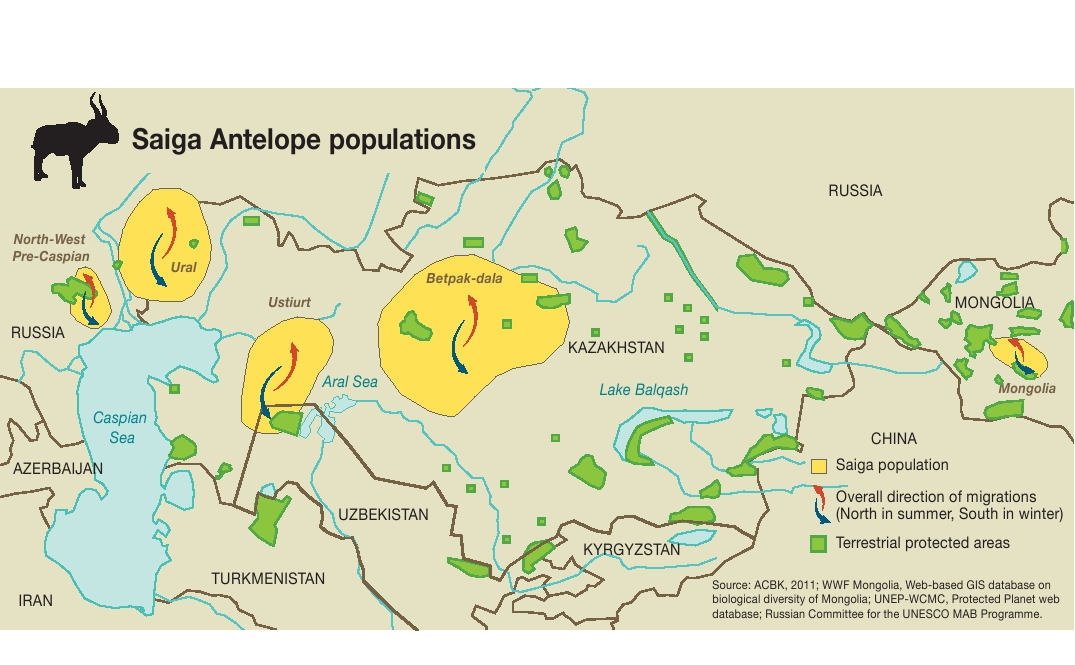
Areale attuale (giallo) e superficie delle aree protette (verde).

A partire dagli anni '70, tuttavia, la popolazione è di nuovo diminuita drasticamente a causa della perdita dell'habitat, della cattiva gestione, della caccia eccessiva e del bracconaggio. Inoltre, con la dissoluzione dell'Unione Sovietica, le misure di protezione non furono più osservate. Dal momento che le corna di saiga costituiscono un prezioso ingrediente nella medicina tradizionale cinese, esse sono molto richieste e gli acquirenti sono disposti a pagare prezzi estremamenti alti: di conseguenza, tutte le popolazioni crollarono drammaticamente a causa del bracconaggio. Poiché i maschi scomparvero completamente da intere regioni, la specie smise di riprodursi. Nel solo Kazakistan la popolazione diminuì da 1,2 milioni di esemplari ad appena 30.000 nel giro di pochi anni. Intorno all'anno 2000 la popolazione totale della sottospecie nominale (S. t. tatarica) venne stimata in 26.000 capi, tanto che nel 2002 la IUCN fu costretta a cambiare lo stato di conservazione della sottospecie, nonché dell'intera specie, da Lower Risk («rischio minimo») a Critically Endangered («critico»). Attualmente la sottospecie è presente solamente nella steppa dei Calmucchi in Russia e in tre aree del Kazakistan: in Cina e Mongolia sud-occidentale essa è completamente scomparsa.
In Kazakistan i censimenti aerei del 2016 hanno riscontrato una popolazione totale costituita da circa 108.300 esemplari adulti ripartiti in tre popolazioni. La cosiddetta popolazione dell'Ural, stanziata nell'area del fiume omonimo, ammonta a 70.200 individui (nel 2015 ne erano stati contati 51.700), una seconda popolazione nell'area dell'altopiano di Ustyurt a 1900 (l'anno precedente erano 1200) e una terza popolazione nella steppa della Fame (Betpak-Dala) a 36.200. Tutte e tre le singole popolazioni effettuano migrazioni tra i pascoli estivi e i quartieri invernali. La protezione della saiga richiede quindi misure di conservazione su ampia scala. Alcuni dei branchi della steppa della Fame trascorrono l'inverno nella riserva naturale di Andasaj. I luoghi dove partoriscono e i pascoli estivi, invece, si trovano più a nord e sono in parte protetti dalla riserva naturale di Irgyz Turgaj. Čërnye zemli, in Calmucchia, è un'importante riserva per la sopravvivenza della popolazione russa. La specie gode di completa protezione sia in Russia che in Kazakistan, ma purtroppo la messa in atto delle misure prese è scarsa.
La seconda sottospecie, la saiga della Mongolia (S. t. mongolica), è ancor meno numerosa, ma fortunatamente non così in declino. Nel gennaio del 2004 il numero di esemplari venne stimato intorno a 750, la maggior parte dei quali presente nell'area della riserva naturale di Sharga, un bacino semidesertico a nord degli Altaj del Gobi, e nel distretto di Manhan, a sud del lago Har-Us nuur, nella Mongolia nord-occidentale. Poiché anche questa popolazione è diminuita notevolmente negli ultimi anni a causa del bracconaggio e degli inverni rigidi, la sottospecie è stata classificata come Endangered (in pericolo). Nel 2016 la popolazione, riuscita a risalire fino a 10.000 individui, è stata nuovamente decimata dalle malattie. Si stima che nel 2017 ne rimanessero circa 7500. Un tempo nella Mongolia sud-occidentale era diffusa anche la saiga della Russia, attualmente scomparsa dal paese.

### Le recenti morie di massa
Dopo che il numero delle saighe era aumentato fino ai circa 250.000 esemplari censiti nel 2014, nel 2015 accadde un evento che fece nuovamente precipitare la situazione: all'incirca a metà anno, un'epidemia improvvisa si diffuse tra gli esemplari delle pianure del Kazakistan, dimezzando letteralmente il numero di esemplari della regione. Nel solo mese di maggio, nelle aree colpite, furono recuperate più di 120.000 carcasse. Nel novembre dello stesso anno fu annunciato uno studio del Royal Veterinary College di Londra in cui, come colpevole della moria, era indicato un particolare batterio, Pasteurella multocida, di norma presente come innocuo nel corpo di questi animali, ma che aveva mostrato un nuovo comportamento, migrando nel sangue degli animali e diventando un agente patogeno, causa di emorragie interne con conseguenti setticemie mortali. Il motivo di questo cambiamento nel batterio, secondo gli esperti, è da attribuirsi a un adattamento opportunistico scatenatosi in conseguenza delle mutate condizioni ambientali, inusualmente calde e umide. È probabile che anche nel 1981 e nel 1988, anni in cui era stato registrato un fenomeno simile, le saighe siano state uccise dalla Pasteurella, ma la moria di massa del 2015 è stata di gran lunga la più devastante. Gli scienziati temono pertanto che la specie sia particolarmente vulnerabile ai cambiamenti di temperatura favoriti dal mutamento climatico.
Anche la peste dei piccoli ruminanti rappresenta una minaccia per questa specie: in Mongolia, circa 2500 esemplari sono caduti vittima della malattia tra il dicembre 2016 e il febbraio 2017, provocando una diminuzione del 25% della popolazione totale della saiga della Mongolia. Poiché la malattia si diffonde dagli animali domestici a quelli selvatici, il bestiame delle regioni colpite è stato vaccinato per prevenirne un'ulteriore diffusione.

## La saiga in cattività
Attualmente le saighe vengono ospitate raramente negli zoo europei. Un gruppo riproduttivo piuttosto numeroso di saiga della Russia (S. t. tatarica) vive ad Askania-Nova in Ucraina.

## Tassonomia

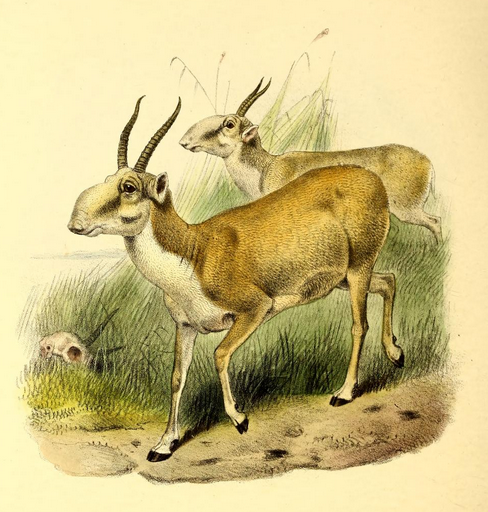
Raffigurazione tratta da The Book of Antelopes di Philip Sclater (1894).

L'origine del genere Saiga è tuttora oscura: reperti fossili ad esso ascritti, appartenenti a forme già molto simili alla specie odierna, sono noti solamente a partire dal Pleistocene. Quando venne descritta per la prima volta, la saiga venne assegnata inizialmente ai Caprini (Caprinae), poi agli Antilopini (Antilopinae). Per aggirare il problema, a volte è stata istituita una nuova sottofamiglia, quella dei Pantolopini (Pantholopinae), comprendente la saiga e l'altrettanto controverso chiru. Tuttavia, nuovi studi di genetica molecolare fanno supporre che la classificazione della saiga tra gli Antilopini sia corretta e che il chiru appartenga invece ai Caprini.
La forma mongola della saiga venne originariamente descritta come una specie separata, ma oggi viene solitamente considerata una sottospecie (S. t. mongolica) della saiga. Alcuni autori, inoltre, la considerano una sottospecie sopravvissuta di Saiga borealis, vale a dire la forma di saiga propria dell'era glaciale, oggi scomparsa. Le analisi genetiche distinguono chiaramente la saiga dalla saiga della Mongolia, ma indicano solo una piccola distanza genetica, che a parere degli studiosi suggerisce piuttosto che la saiga della Mongolia sia in realtà solo una sottospecie della prima. Dal punto di vista morfologico, le due forme possono essere facilmente distinte. Questo vale soprattutto per la struttura delle corna: rispetto alla saiga, la saiga della Mongolia ha corna più corte e sottili senza scanalature chiaramente pronunciate. Pertanto, a seguito di una revisione della classificazione dei Bovidi del 2011, le due sono state considerate di nuovo come specie separate.

## Rapporti con l'uomo
Le saighe sono state cacciate per le loro pelli e la loro carne sin dai tempi antichi. Le corna vengono impiegate nella farmacopea cinese e raggiungono prezzi elevati paragonabili a quelli del corno di rinoceronte. Enormi quantità di corna di saiga furono importate in Cina nel XVIII secolo. In Russia, nel XIX secolo, centinaia di migliaia di saighe venivano abbattute ogni anno. Il più delle volte, i branchi venivano spinti in un recinto a forma di imbuto fatto di canne e terra. Alla fine del restringimento venivano posizionati dei bastoni appuntiti, sui quali gli animali rimanevano impalati. In inverno le saighe venivano anche spinte su laghi ghiacciati dalla superficie liscia e scivolosa, dove erano del tutto indifese. All'epoca era comune anche la caccia effettuata con trappole scavate nel terreno e con l'aiuto di aquile addestrate. La caccia venne vietata nel 1919, ma quando il numero di saighe aumentò di nuovo considerevolmente, negli anni '50, la specie venne nuovamente cacciata a fini commerciali.
Soprattutto in estate, durante la stagione secca, le saighe danneggiano i raccolti, spesso calpestando più di quanto mangiano quando vagano per i campi. Tuttavia, il danno che provocano viene spesso molto esagerato e, quando la specie era più comune, i guadagni ricavati dalla caccia superavano di gran lunga il costo dei danni arrecati alle colture. Se competano seriamente con animali da pascolo come gli ovini non è stato ancora studiato a fondo, ma a causa della marcata attitudine migratoria della saiga e della sua preferenza per specie vegetali respinte dalle pecore il livello di competizione non dovrebbe essere troppo pronunciato.
D'altra parte le saighe, spostandosi sempre in branco e «calpestando» gli orizzonti superiori del suolo, danno un contributo considerevole alla conservazione delle steppe e delle praterie naturali.
Le giovani saighe possono essere addomesticate facilmente. Soprattutto quando vengono tolte alla madre ad appena 5-6 giorni diventano piuttosto affettuose e spesso tornano alla fattoria dei loro genitori adottivi anche quando vengono lasciate libere.

## La saiga nell'arte

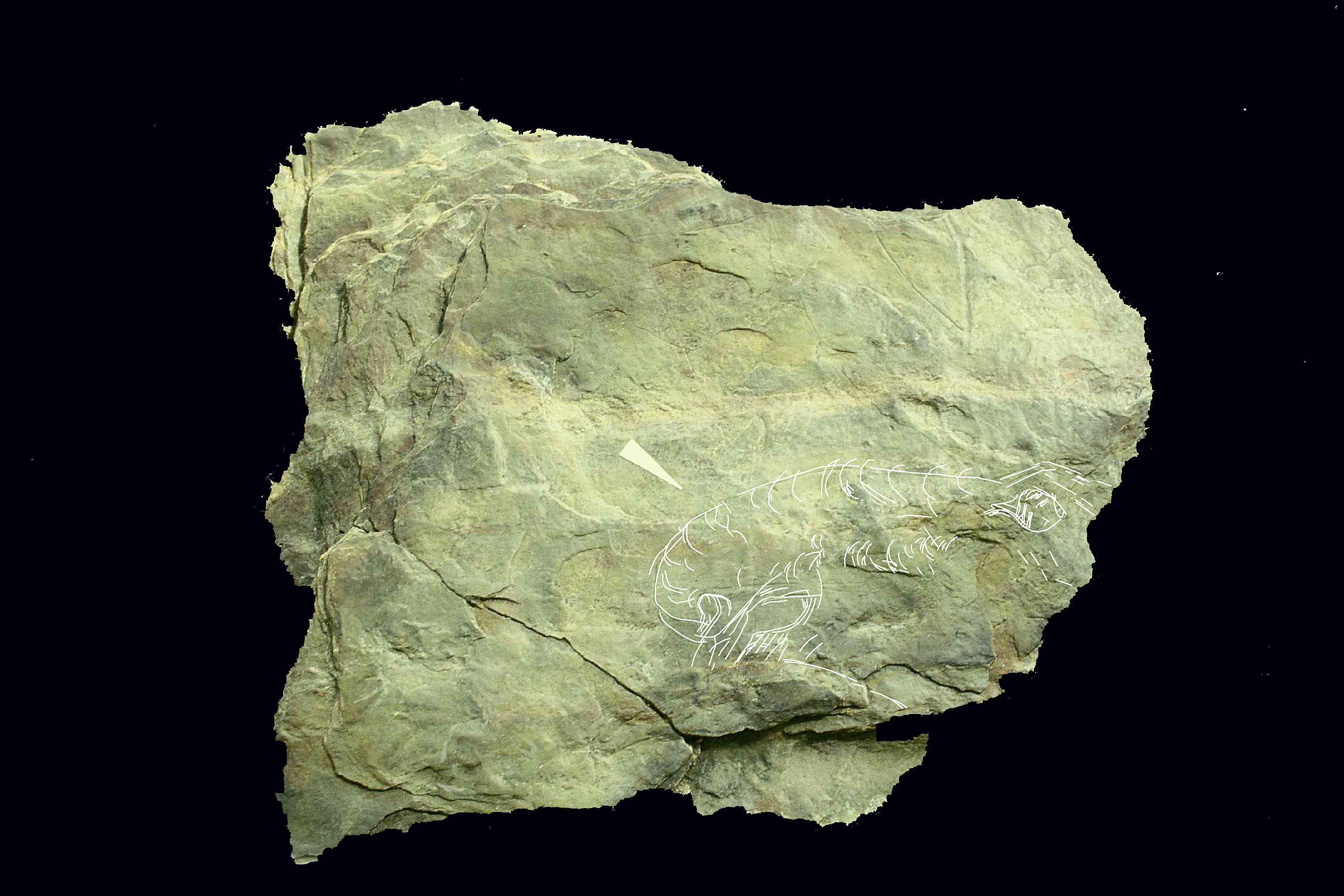
La saiga di Gönnersdorf (Paleolitico superiore).

La saiga giocò anche un ruolo considerevole nell'arte dell'ultima era glaciale. Le rappresentazioni più antiche risalgono al tardo Paleolitico superiore, circa 14.000 anni fa.
La testa in particolare, con il caratteristico naso, si trova incisa su ossa e lastre di pietra e raffigurata sulle pitture rupestri dell'epoca. Quasi tutte le rappresentazioni conosciute provengono da siti paleolitici in Francia e Spagna. Ad esempio, ricordiamo le incisioni nella grotta di Altxerri vicino a San Sebastián, con due teste di saiga munite di corna una accanto all'altra. L'unico reperto finora rinvenuto in Germania proviene dai resti di un accampamento di età magdaleniana vicino a Gönnersdorf utilizzato da cacciatori dell'era glaciale. È una rappresentazione abbozzata della parte anteriore del naso di una saiga, incisa su una lamina di scisto devoniano.
Un'altra rappresentazione figurativa proviene dalla grotta di Enlène, in Francia, dove è stata rinvenuta una scultura in osso del Magdaleniano medio, impiegata originariamente per decorare la punta di un propulsore.
Nel romanzo Il patibolo di Čyngyz Ajtmatov, la caccia alla saiga gioca un ruolo centrale durante il periodo dell'Unione Sovietica.